# PROJECT 7
《PROJECT 7》(프로젝트 7) 은 2024년 10월 18일 부터 12월 27일 까지 방영 했던 아이돌 오디션 프로그램이다.
스튜디오 슬램 이 주최 하고 기획한 대한민국 의 아이돌 리얼리티 서바이벌 아이돌 조립 강화 오디션 프로그램이다.

## 방송 개요
시청자 가 투표 로 만 참여 하는 관찰자 시점 에서 벗어나 첫 라운드 부터 매 라운드 별로 직접 참가자 를 선택, 새로운 팀 을 구성 하고 그 과정 을 통해 자신의 최애 참가자 를 성장 시켜 나간다 는 '조립, 강화' 의 개념 을 도입 한 차별화 된 신 개념 아이돌 오디션 프로그램

## 참가자
| 번호 | 이름 | 생년 | 나이 | 소속사 | 소속 그룹 | 비고 |
| ---- | ---- | ---- | ---- | ------ | --------- | ---- |
|      |      |      |      |        |           |      |

## 최종 선발
- 우승 : 마징시앙
- 데뷔 그룹 (클로즈 유어 아이즈) : 전민욱, 마징시앙, 장여준, 김성민, 송승호, 사쿠라다 켄신, 서경배

| 순위 | 이름          | 예명   | 생년월일               | 국적     | 출생지                 | 소속사                         | 소속그룹                           |
| ---- | ------------- | ------ | ---------------------- | -------- | ---------------------- | ------------------------------ | ---------------------------------- |
| 1위  | 마징시앙      | 마정상 | 2004년 2월 16일(21세)  | 중국     | 충칭시                 | UNCORE                         | 클로즈 유어 아이즈                 |
| 2위  | 사쿠라다 켄신 |        | 2007년 12월 2일(17세)  | 일본     |                        | 언코어                         | 클로즈 유어 아이즈                 |
| 3위  | 전민욱        | 제이민 | 1999년 10월 16일(25세) | 대한민국 | 경기도 수원시 권선구   | 포켓돌 스튜디오 언코어         | 클로즈 유어 아이즈 BAE173 에이식스 |
| 4위  | 서경배        | 경배   | 2008년 9월 29일(16세)  | 대한민국 | 충청남도 계룡시 엄사면 | 언코어                         | 클로즈 유어 아이즈                 |
| 5위  | 송승호        | 승호   | 2008년 9월 29일(16세)  | 대한민국 | 경기도 안산시 단원구   | 하이헷엔터테인먼트 언코어      | 클로즈 유어 아이즈                 |
| 6위  | 장여준        | 여준   | 2005년 9월 27일(19세)  | 대한민국 |                        | 언코어 前 젤리피쉬엔터테인먼트 | 클로즈 유어 아이즈                 |
| 7위  | 김성민        | 성민   | 2005년 12월 26일(19세) | 대한민국 |                        | 모델디렉터 언코어              | 클로즈 유어 아이즈                 |

## 동일 소재 프로그램
- 식스틴
- 모모랜드를 찾아서
- 믹스나인(2017~2018) - 아이돌 선발 오디션
- YG 보석함
- 아이랜드(2020년 빌리프랩에서 주최한 오디션 프로그램)
- 방과후 설렘 (문화방송 제작)
- 소년판타지 - 방과후 설렘 시즌2 (문화방송 제작)
- 더유닛